# Dasypolia suffusa
Dasypolia suffusa är en fjärilsart som beskrevs av Tutt 1892. Dasypolia suffusa ingår i släktet Dasypolia och familjen nattflyn. Inga underarter finns listade i Catalogue of Life.